# 콩고르다툼
콩고르다툼(Concordatum, 복수로 라틴어: Concordat) 또는 콩코르다트 또는 정교조약(政敎條約) 또는 정교화약(政敎和約), 정교협약(政敎協約)이라고도 한다. 라틴어 Concordatum에서 유래된 말로 가톨릭교회 지도자인 교황과 국가 사이에 국제법의 형식에 준하여 맺은 조약이다.

## 개요
정교 조약의 모습은 역사에 따라 변해 왔다. 가장 오래된 정교 조약은 1122년 체결된 《보름스 협약》이다. 이것은 신성로마제국의 하인리히 5세와 교황 갈리스토 2세 사이에서 체결된 협약으로 성직자 서임권투쟁의 결과물이었다. 교황 마르티노 5세는 개개인의 국가와 교회에 대한 여러 문제를 콘코르다트에 의해서 해결하였다. 1418년 콘스탄스 공의회에서 이 콘코르다트라는 용어를 최초로 사용했다. 중세를 통해 많은 정교 조약이 체결되었지만, 이것은 교회가 한때 가지고 있던 특권이나 성직자 서임권의 일부를 세속의 권력으로 인정한 것이었다. ( 1516년 볼로냐 정교 협약 등)
19세기 이후 근대적이 국가가 성립 되어가는 가운데, 현대적인 스타일의 정교 조약이 체결된다. 이것은 국가가 교회의 입장을 인정하는 대신에 교회를 국가의 통제 하에 두려고 하는 경향이 강한 것이었다. 그 대표적인 것은 1801년에 프랑스의 첫 집권 통령인 나폴레옹과 교황 피우스 7세 사이에 맺어진 것이다.
19세기 전반의 40년간에 교황청은 약 30개의 협약을 체결하였다.
또한 20세기에 들어, 제1차 세계대전 후 여러 국가 간에 맺어진 정교 조약은 광범위한 내용을 포함한 현대적인 정교 조약이다, 그 핵심은 교회가 국가를 승인하고, 그 법에 따르며, 대가로 국가가 교회의 권리 보장과 성도 및 교회 학교 등 가톨릭 시설 보호를 약속하는 것이다. 가장 유명한 것은 교황 비오 11세와 무솔리니 사이에 체결되어 바티칸을 성립시켰던 1929년 체결된 《라테란 조약》이다.

## 주요 정교협약

### 보름스 협약
이는 하인리히 4세 이후 황제와 교황과의 사이에서 고위성 직자의 서임권의 귀속을 둘러싸고 장기간 걸쳐서 투쟁한 문제(서임권 투쟁)를 해결한 것으로 세속적인 지위와 종교적 측면을 엄격히 구분하여, 주교·대수도원장직은 성직자가 뽑도록 하나, 후보가 여러 명일 때는 황제가 결정할 수 있는 권한을 부여하였다. 성직에 뽑힌 자는 황제에게 충성을 맹세한 봉신으로서 권력·특권 등을 받았다.

### 나폴레옹의 정교협약
나폴레옹 보나파르트는 1801년 7월 15일에  프랑스 혁명 이래 극심한 갈등을 빚고 있던 바티칸과 화해를 하기 위해 정교협약을 맺었다. 
프랑스 대혁명 당시 가톨릭교회는 당시 프랑스 전체 토지의 10~15%를 차지하고 있었고, 게다가 당시 교황청은 프랑스 전체 GDP의 약 10%를 헌금, 기부 및 각종 이권사업 등을 통해 받아가고 있었다. 국민공회는 전쟁에 필요한 재원을 확보하고, 프랑스 혁명에 부정적인 교황청과 가톨릭교회 세력을 무력화하기 위해 프랑스 혁명의 주역인 국민공회는 십일조를 폐지하였고 1790년 성직자기본법(Constitution civile du clergé)을 제정하여 프랑스 정부가 사제의 서품을 하고 교황의 서품을 불법화하였다. 또한 성직자들에게도 교황이 아닌 혁명정부가 제정한 신 헌법에 충성 서약을 하도록 강요했다. 국민공회의 '반가톨릭·반교황 정책'이 스며든 신 헌법에 충성 서약을 하지 않은 성직자는 모든 설교를 금지시켰고 해당 가톨릭 교회는 미사가 금지되었다. 이를 이행하지 않은 프랑스 내의 모든 가톨릭교회의 재산은 국가에 몰수되어 매각되었다. 이 때문에 전통적인 가톨릭 국가인 프랑스는 교황청과 매우 심각한 관계에 놓여 있었다. 하지만, 나폴레옹은 1799년 브뤼메르 쿠데타로 제1통령이 된 이후에는 부서진 교회를 약 400만파운드를 들여 재건했고, 교황 비오 7세(Pius VII)와 1801년에 정교협약을 맺어 갈등을 해소하고 성직자기본법를 폐지하였다. 이후 미사(예배)의 자유는 다시 확립되었고, 프랑스에서 로마 가톨릭교회를 보호했다. 프랑스와 바티칸과의 정교협약을 통해, 나폴레옹은 바티칸에 프랑스 혁명 이후 행해오던 반가톨릭·반교황 정책들에 대해 사과함으로써 두 나라는 다시 화해를 하게 되었다.
정교협약을 지칭하는 단어는 영어로나 불어로나 모두 'Concordat'이다. 나폴레옹의 정교협약은 'Concordat'대신 'Convention'이라는 단어를 사용하고 있다. 이 협약의 공식 명칭은 ‘프랑스 정부와 비오 7세 교황 성하 사이의 협정
(Convention)’이다. 협약은 모두 17개 조항으로 구성되어 있으며 주요 내용은 다음과 같다.
1. 전례는 공적이고 자유롭게 거행할 수 있으나 공공의 평화를 위해 필요에 따라 공권력의 규정을 따라야 한다.(1항)
2. 제1통령은 주교들을 임명하고 교황은 교회법적으로 인준하고 서임을 한다. 또한 주교들은 정부에 반하지 않는 본당 신부들을 임명해야 한다.(4,5,10항)
3. 주교와 본당 신부들은 정부에 충성 서약을 해야 한다.(6,7항)
4. 혁명 때 재산의 명의 이전이 되지 않은 모든 성당과 그 재산은 주교가 가질 수 있다.(12장)
5. 교황과 그 후임자들도 이미 양도가 이루어진 재산에 대해서는 이의를 달지 않는다.(13항)
6. 교황은 프랑스 공화국의 제1통령이 과거 왕정시대 때 가졌던 특권을 인정한다.(16항)[3]

정교협약 이후 가톨릭교회는 프랑스에서 다시 재건할 수 있었고 나폴레옹은 교황 비오 7세의 축복 속에 1804년 12월 2일 파리 노트르담 성당에서 대관식을 올리며 황제에 오를 수 있었다. 이 정교협약은 드레퓌스 사건 이후 1905년에 제정된 정교분리법으로 폐지되고 프랑스 공화국에서는 어떠한 종교도 공식 종교로 인정하지 않으며 어떠한 종교에도 경제적 지원을 하지 않고 종교 건물은 공공 재산으로 환원하고 종교는 어떠한 정지적 권한도 행사할 수 없음을 규정했다.

### 라테란 조약
이탈리아 가톨릭 정당인 이탈리아 인민당의 도움으로 권력을 장악한 뭇솔리니는 교황청과 라테란 조약을 체결하는 것으로 바티칸의 은혜에 보답한다.
무솔리니의 파시즘 정부는 서서히 바티칸 정책에 호감을 나타내면서 로마 문제 해결을 위해 정부측에서 도메니코 바로네(Domenico Barone) 법률 고문관, 교황측에서는 프란체스코 파첼리(Francesco Pacelli) 변호사가 1926년에 여름 첫 회담을 가졌고, 이 협상은 2년 반 동안 비밀리에 진행되었다.
그 동안 때때로 비오 11세세와 국왕 비토리오 에마누엘레 3세 상호간의 강직한 태도로 인하여 중단될 때도 있었으나, 결국 교황측 대표로 가스파르리 추기경과 파첼리 변호사, 그리고 정부측 대표는 바로네의 사망 후 무솔리니가 직접 참석한 가운데, 1929년 2월 11일 라테란 궁전에서 27조항으로 된 협정(Trattato)과 45조항으로 된 정교 협약(Concordato)이 체결되었다.

### 히틀러와 정교협약

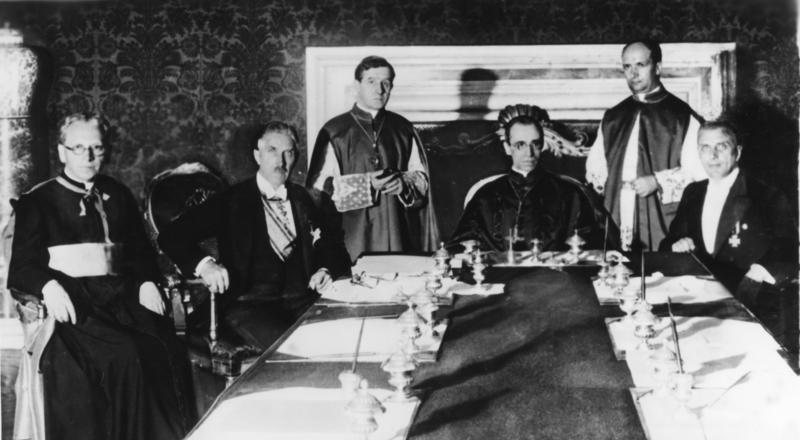
1933년 독일과 교황청간의 종교협약.(사진 왼쪽부터 오른쪽으로 독일 대수도원장 루트비히 카스(Ludwig Kaas), 독일 부총리 프란츠 폰 파펜(Franz von Papen),교황청 특별 사무비서 쥐세페 피자르도 (Giuseppe Pizzardo), 훗날 비오 12세가 되는 파첼리 추기경(Eugenio Pacelli),몬시뇰 알프레도 오타비아니, 독일 대사 루돌프 불트만

바티칸 교황청은 2차 세계대전 직전인 1933년 1월30일 독일 히틀러와도 제국종교협약(Reichskonkordat)이라는 정교협약을 체결했다. 당시 정교협약에 관한 교섭은 훗날 교황 비오12세가 된 에우제니오 파첼리 추기경이 맡았다. 이 사실은 2003년에야 밝혀졌는데 이는 제2차 세계대전 중 벌어진 유대인 학살에 교황청이 침묵했다는 주장에 대해 바티칸이 반박하며 바티칸 비밀문서를 공개했는데 이때 교황 비오 11세가 히틀러와 정교협약을 체결했다는 바티칸 비밀문서가 공개됐다. 이는 MBC 의 예능프로그램 ‘신비한TV 서프라이즈’에서 처음 밝혀졌다.
나치와의 정교협약은 이탈리아 무솔리니와 체결한 정교협약과 크게 다르지 않으며 독일내에서 가톨릭교회의 특권을 인정하며, 가톨릭 단체와 청년 모임의 독립, 학교에서의 종교 교육 의무화 등을 주내용으로 하고있다.